# Colonia Jefferies
Colonia Jefferies és una entitat de població de l'Uruguai, ubicada al sud del departament de Treinta y Tres. Forma part de l'àrea metropolitana de la ciutat de Treinta y Tres, amb un nucli de població d'uns 13.000 habitants, segons dades del cens del 2004.
Es troba a 20 metres sobre el nivell del mar.